# パット・マーフィー (野球指導者)
パトリック・トーマス・マーフィー（Patrick Thomas Murphy, 1958年11月28日 - ）は、アメリカ合衆国ニューヨーク州シラキュース出身の元プロ野球選手であり、現在は指導者。MLBのミルウォーキー・ブルワーズで監督を務める。元プロ野球選手のペドロ・アルバレスは義理の息子にあたる。

## 経歴

### 現役時代
レモイン大学、ボーリング・グリーン州立大学で野球やアメリカンフットボールをプレーした後、プロボクサーを目指していた。ある日、トレーニングのためにジムへ向かう途中でフロリダ・アトランティック大学の看板を偶然目撃し、同大学を訪問。野球部監督のスティーブ・トレイラーと面談し、1981年から編入してチームに加わった。フロリダ・アトランティック大学ではユーティリティープレイヤーとして活躍し、同大学の20周年記念チームに選出されたほか、2008年には野球部門で殿堂入りを果たしている。
その後、1982年にアマチュア・フリーエージェントでサンフランシスコ・ジャイアンツと契約して投手としてプロ入り。ジャイアンツではプレーせず、すぐにパドレスに移籍してマイナーで3シーズン、プレーした。

### アマチュア・コーチ時代
現役選手だった1983年に、メアリービル大学で野球とアメリカンフットボール両方のコーチに就任した。1985年には、クレアモント・マッケナ大学、ハービー・マッド大学、スクリップス大学の連合チームのコーチに就任した。
1987年にノートルダム大学の監督に就任した。1994年まで務め、通算で318勝116敗1分を記録した。
1995年にアリゾナ州立大学の監督に就任した。2000年にパシフィック10カンファレンスで初優勝すると、2007年から2009年にかけて3連覇を達成した。また、1995年から2004年まで、506試合連続で完封負けなしのNCAA記録を樹立した（それまでの最高記録は349試合）。1998年にはカレッジベースボール史上最年少で通算500勝に到達し、ベースボール・アメリカの最優秀監督賞を受賞した。2009年12月に監督を辞任。当初は本人の申し出によるものとされていたが、後に辞任か解雇か選ぶよう大学側から突き付けられていたことが明らかになった。アリゾナ州立大学での通算成績は629勝264敗1分。

### パドレス時代
2010年2月に、MLBのサンディエゴ・パドレスのスペシャルアシスタントに就任した。2011年から2012年まで、傘下のA－級ユージーン・エメラルズで監督を務めた。
2013年はAAA級ツーソン・パドレス、2014年から2015年はエルパソ・チワワズで監督を務めた。2015年には、ノートルダム大学時代の教え子であったクレイグ・カウンセルがミルウォーキー・ブルワーズの監督に就任。ブルワーズはカウンセルを補佐する役割としてマーフィーのコーチ就任を望んでいたが、パドレスがこれを許さなかった。同年のシーズン途中にパドレスの監督バド・ブラックが解任され、シーズン終了まで監督代行を務めた。

### ブルワーズ時代
2016年より、以前から取り沙汰されていたブルワーズのベンチコーチに就任した。
2024年から監督に昇格した。

## 人物
2020年7月のチーム練習中に心臓発作を起こして入院し、ステントを埋め込まれて9月に退院した。

## 詳細情報

### 表彰
- ナショナルリーグ最優秀監督賞：1回（2024年）

### 背番号
- 24（2015年）
- 49（2016年 - 2017年）
- 59（2018年 - 2020年）
- 00（2021年 - ）